# M. H. Hoffman
M. H. Hoffman, de son vrai nom Maurice Henry Hoffman, est un producteur de cinéma américain né le 21 mars 1881 à Chicago (Illinois) et mort le 8 mars 1944 à Los Angeles (Californie).

## Biographie
M. H. Hoffman est un producteur qui a créé notamment les compagnies Allied Pictures Corporation et Truart Film Corporation.

## Filmographie
- 1923 : The Drums of Jeopardy de Edward Dillon
- 1923 : Let's Go de William K. Howard
- 1930 : Ex-Flame de Victor Halperin
- 1931 : Forgotten Women de Richard Thorpe
- 1931 : Wild Horse de Richard Thorpe
- 1931 : The Mad Parade de William Beaudine
- 1931 : The She-Wolf de James Flood
- 1932 : Officer Thirteen de George Melford
- 1932 : The Thirteenth Guest d'Albert Ray
- 1932 : The Stoker (en) de Chester M. Franklin
- 1932 : Unholy Love d'Albert Ray
- 1932 : Vanity Fair de Chester M. Franklin
- 1933 : One Year Later de E. Mason Hopper
- 1933 : The Dude Bandit de George Melford
- 1933 : The Eleventh Commandment de George Melford
- 1933 : West of Singapore d'Albert Ray
- 1933 : File 113 (en) de Chester M. Franklin
- 1934 : When Strangers Meet de Christy Cabanne
- 1934 : Two Heads on a Pillow de William Nigh
- 1934 : Take the Stand de Phil Rosen
- 1934 : Once to Every Bachelor de William Nigh
- 1934 : Cheaters de Phil Rosen
- 1934 : Picture Brides de Phil Rosen
- 1934 : School for Girls de William Nigh
- 1935 : Forced Landing de Melville W. Brown
- 1935 : The Spanish Cape Mystery de Lewis D. Collins
- 1935 : The Old Homestead (en) de William Nigh
- 1935 : Dizzy Dames de William Nigh
- 1935 : Without Children de William Nigh
- 1935 : Sweepstake Annie de William Nigh
- 1937 : Boots of Destiny d'Arthur Rosson
- 1938 : King of the Sierras de Samuel Diege et Arthur Rosson